# Grand Prix automobile d'Allemagne 2003
GP précédent GP suivant
Le Grand Prix automobile d'Allemagne 2003 (Grosser Mobil 1 Preis von Deutschland 2003), disputé sur le circuit d'Hockenheim le 3 août 2003, est la 709e épreuve du championnat du monde de Formule 1 courue depuis 1950 et la douzième manche du championnat 2003.

## Classement
| Pos  | N° | Pilote                | Écurie           | Tours | Temps/Abandon                      | Grille | Points |
| ---- | -- | --------------------- | ---------------- | ----- | ---------------------------------- | ------ | ------ |
| 1    | 3  | Juan Pablo Montoya    | Williams-BMW     | 67    | 1 h 28 min 48 s 769 (207,036 km/h) | 1      | 10     |
| 2    | 5  | David Coulthard       | McLaren-Mercedes | 67    | + 1 min 05 s 459                   | 10     | 8      |
| 3    | 7  | Jarno Trulli          | Renault          | 67    | + 1 min 09 s 060                   | 4      | 6      |
| 4    | 8  | Fernando Alonso       | Renault          | 67    | + 1 min 09 s 344                   | 8      | 5      |
| 5    | 20 | Olivier Panis         | Toyota           | 66    | + 1 tour                           | 7      | 4      |
| 6    | 21 | Cristiano da Matta    | Toyota           | 66    | + 1 tour                           | 9      | 3      |
| 7    | 1  | Michael Schumacher    | Ferrari          | 66    | + 1 tour                           | 6      | 2      |
| 8    | 17 | Jenson Button         | BAR-Honda        | 66    | + 1 tour                           | 17     | 1      |
| 9    | 16 | Jacques Villeneuve    | BAR-Honda        | 65    | + 2 tours                          | 13     |        |
| 10   | 9  | Nick Heidfeld         | Sauber-Petronas  | 65    | + 2 tours                          | 15     |        |
| 11   | 14 | Mark Webber           | Jaguar-Cosworth  | 64    | Accident                           | 11     |        |
| 12   | 18 | Nicolas Kiesa         | Minardi-Cosworth | 62    | + 5 tours                          | 20     |        |
| 13   | 11 | Giancarlo Fisichella  | Jordan-Ford      | 60    | Moteur                             | 12     |        |
| Abd. | 19 | Jos Verstappen        | Minardi-Cosworth | 23    | Panne hydraulique                  | 19     |        |
| Abd. | 15 | Justin Wilson         | Jaguar-Cosworth  | 6     | Boîte de vitesses                  | 16     |        |
| Abd. | 4  | Ralf Schumacher       | Williams-BMW     | 1     | Dommage suite accident             | 2      |        |
| Abd. | 10 | Heinz-Harald Frentzen | Sauber-Petronas  | 1     | Dommage suite accident             | 14     |        |
| Abd. | 2  | Rubens Barrichello    | Ferrari          | 0     | Accident                           | 3      |        |
| Abd. | 6  | Kimi Räikkönen        | McLaren-Mercedes | 0     | Accident                           | 5      |        |
| Abd. | 12 | Ralph Firman          | Jordan-Ford      | 0     | Accident                           | 18     |        |

## Pole position et record du tour
- Pole position : Juan Pablo Montoya en 1 min 15 s 167
- Tour le plus rapide : Juan Pablo Montoya en 1 min 14 s 917 au 14e tour.

## Tours en tête
- Juan Pablo Montoya : 66 (1-17 / 19-67)
- Fernando Alonso : 1 (18)

## Statistiques
- 3e victoire pour Juan Pablo Montoya.
- Unique hat-trick pour Juan Pablo Montoya.
- 112e victoire pour Williams en tant que constructeur.
- 18e victoire pour BMW en tant que motoriste.
- La course est neutralisée du tour no 1 au tour no 3 en raison de plusieurs accrochages après le départ.